# Мункмарш
Мункмарш (нем. Munkmarsch, дат. Munkmarsk, с.-фриз. Munkmērsk) — деревня на острове Зильт в Северном море в районе Северная Фризия в федеральной земле Шлезвиг-Гольштейн, Германия. Сегодня Мункмарш входит в общину Зильт.

## Этимология
Название Мункмарш происходит от «болота монахов».

## История

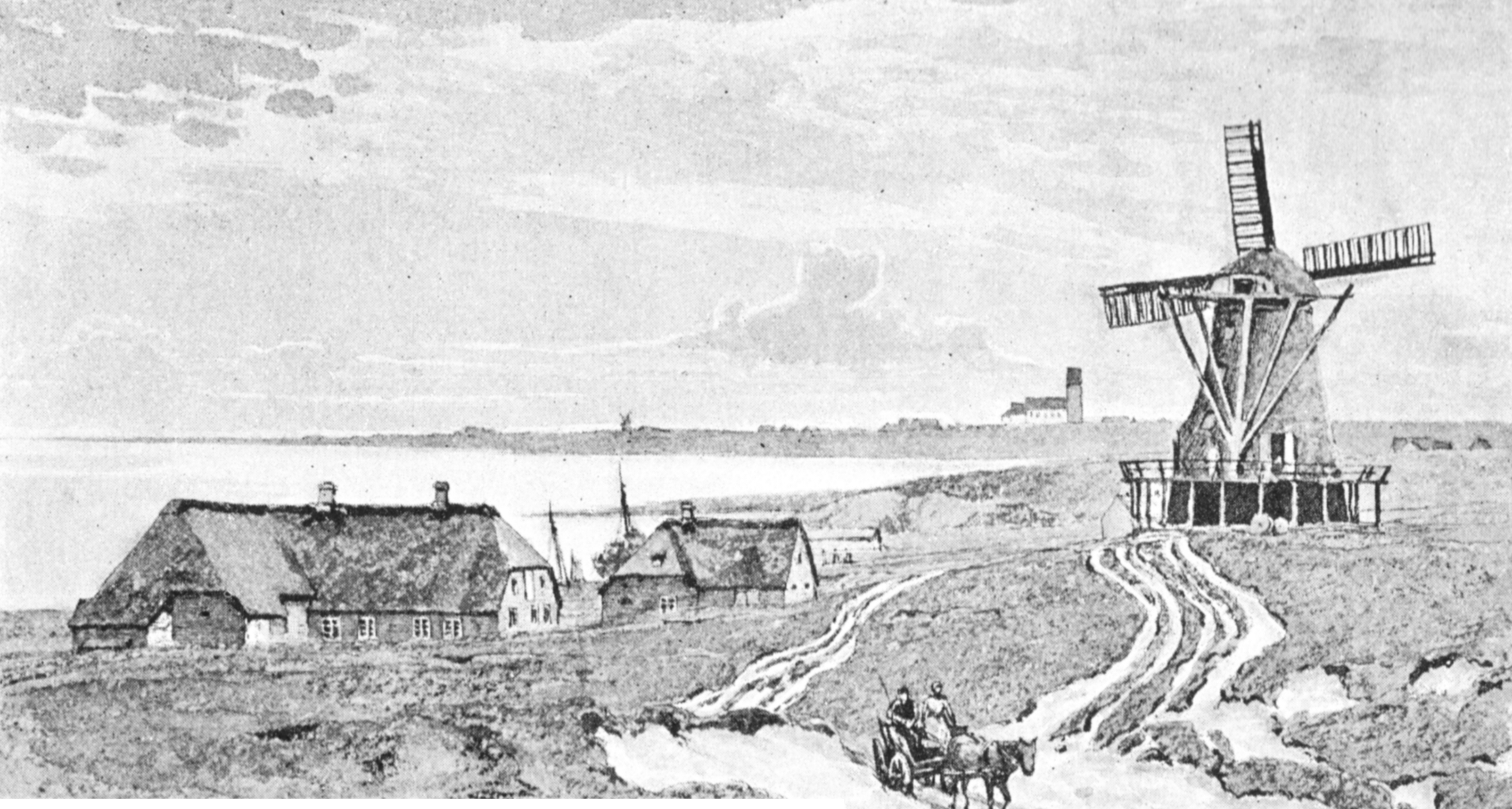
Мельница Мункмарша, 1895 год

Деревня расположена на территории, которая когда-то принадлежала монастырю аббатства Святого Кнута, Оденсе. В 1573 году этот район был известен как Санкт-Кнутсмарш (нем. Sankt Knutsmarsch). В карта 1648 года использовалось название Мункмарш, а в карте карта 1778 года — Монкмарш. В 1744 году была построена мельница, произведенную там муку в основном отправляли в Норвегию. С 1755 года в местную гавань заходили почтовые суда. Порт был основным связующим звеном между Зильтом и материком после заиления гавани Кайтума в 1850-х годах. В 1859 году была построена 100-метровая пристань для приема паромов. Там пришвартовались гребные пароходы, а затем пассажиры уезжали в Вестерланд. В 1869 году была построена гостиница, которая служила домом для паромщиков, она существует и до сих пор. Также была построена верфь. В 1888 году Мункмарш был связан с Вестерландом островной железной дорогой, что сократило время в пути прибывающих на остров до 12 минут. Мункмарш сохранил часть своего значения до строительства дамбы Гинденбурга в 1927 году, хотя после 1901 года паромное сообщение все больше смещалось в Хёрнум. Во время Первой мировой войны Мункмарш был основным местом высадки солдат и выгрузки военного оснащения.

## География
Мункмарш расположен между Брадерупом и Кайтумом у Ваттового моря.

## Демография
Население Мункмарша составляет около 100 человек (на 2013 год).

## Экономика

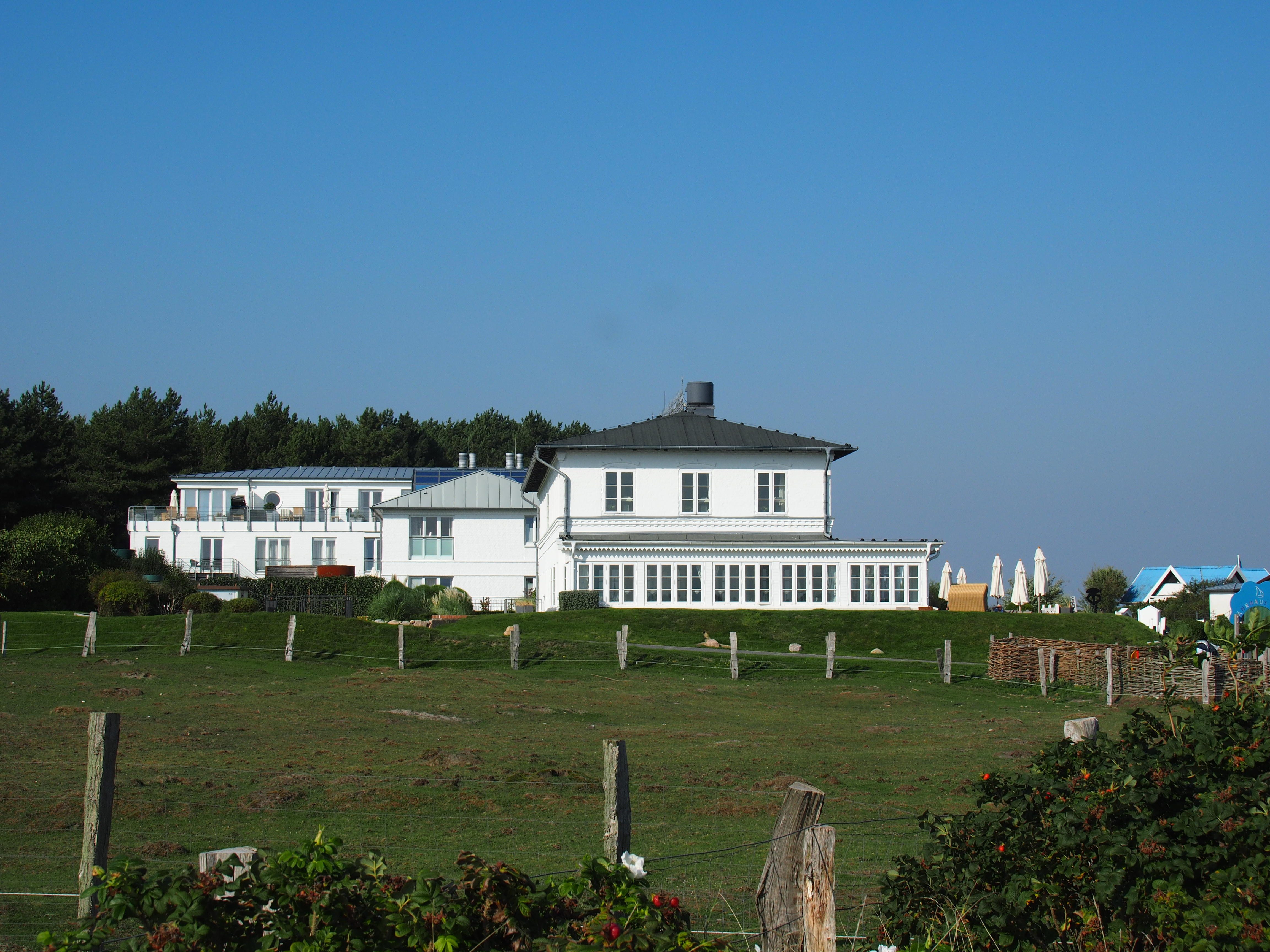
Отель-ресторан Fährhaus Munkmarsch

Сегодня туризм доминирует в местной экономике.
Порт Мункмарша теперь служит пристанью для яхт и используется парусным клубом Зильта (нем. Sylter Segel-Club). К северу от деревни есть гравийные карьеры, в которых добывают песок для местного строительства и в которых в прошлом также обнаруживали многочисленные окаменелости.

## Достопримечательности
В деревне располагается дом паромщиков XIX века, на сегодня это роскошный отель с рестораном, удостоенным двух звезд Мишлен.

## Руководство
До реформы 1970 года Мункмарш был частью округа Кайтум, а после нее стал частью вновь созданной общины Зильт-Ост. 1 января 2009 года Зильт-Ост был объединен с Рантумом и городом Вестерланд. На отдельных референдумах в 2008 году Вестерланд (подавляющее большинство) и Зильт-Ост (относительное большинство) согласились на слияние в мае 2008 года. Рантум вскоре последовал их примеру. В сентябре 2008 году был подписан договор о слиянии.
Мункмарш теперь является округом общины Зильт. С 1 мая 2015 года главой общины является Николас Хэккель.

## Инфраструктура

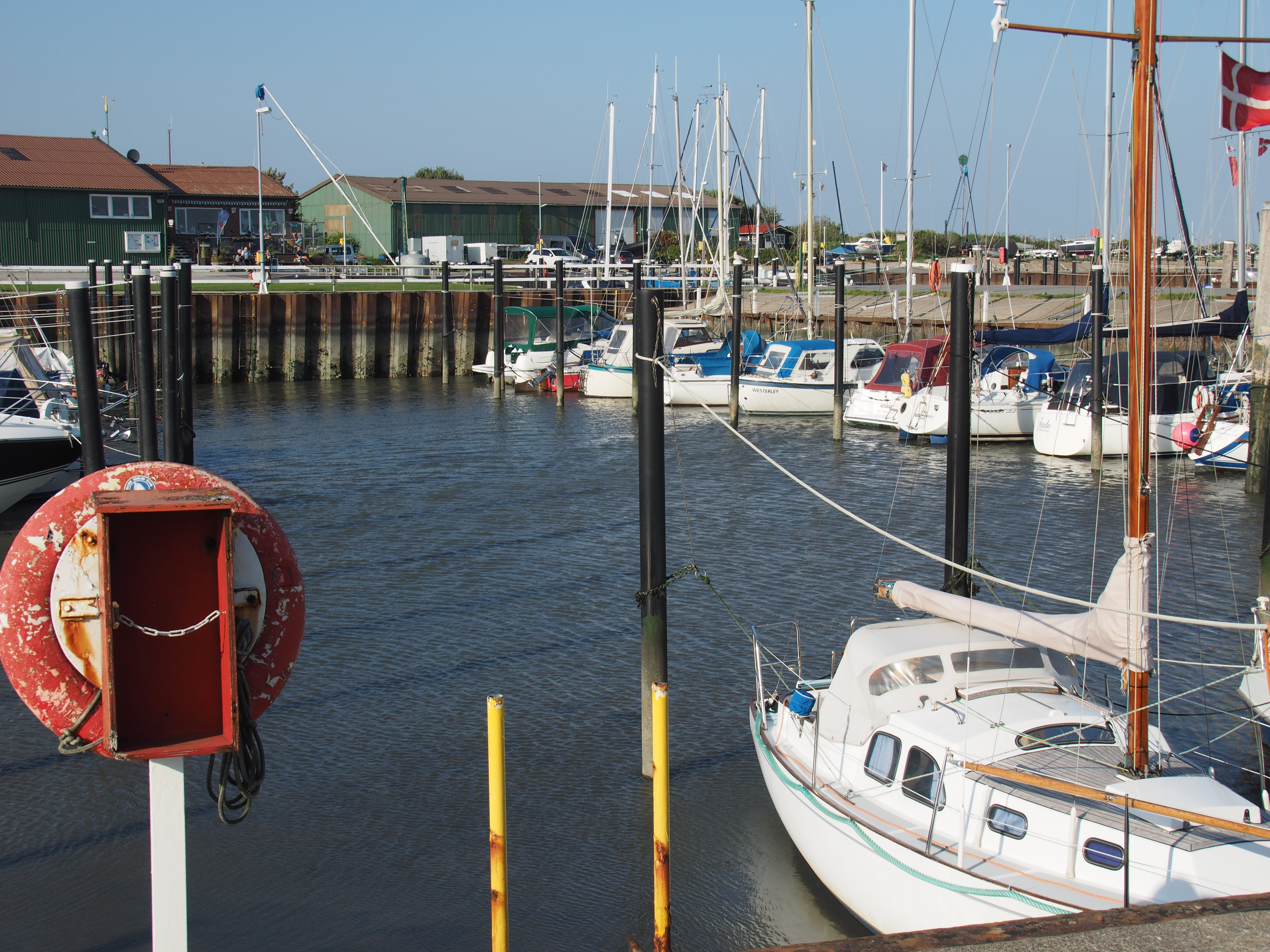
Порт Мункмарша

### Транспорт
Дорога K117 соединяет Мункмарш с Кайтумом и Брадерупом. Sylter Verkehrsgesellschaft осуществляет руководство автобусными перевозками, которые являются очень востребованными на острове.
Аэропорт Зильта расположен к западу от деревни. Однако его терминал находится на западной стороне аэродрома, недалеко от Вестерланда.